# Harriet von Rathlef
Harriet von Rathlef   (Riga, 3 de gener de 1887 - Berlín, 1 de maig de 1933) nom escurçat de Harriet Ellen Siderowna von Rathlef-Keilmann, fou una escultora russa i autora de llibres infantils que fugí a Alemanya des dels països bàltics després de la Revolució Russa de 1917. Es divorcià del seu marit i treballà per sostenir els seus quatre fills. Von Rathlef esdevingué un dels principals defensors de la reclamació d'Anna Anderson de ser la Gran Duquessa Anastàsia de Rússia. Es convertí en la seva millor amiga i escrigué una sèrie d'articles a favor seu. Von Rathlef morí d'apendicitis amb quaranta-quatre anys.
Harriet von Rathlef nasqué al si d'una acabalada família jueva de Letònia, que aleshores pertanyia a l'Imperi Rus. Des dels 21 anys participà en exposicions de la Societat d'Art Bàltica a Riga. El 1913 participà en una exposició a Leipzig. Quan començà la Primera Guerra Mundial, el seu marit, Harald von Rathlef, que era tinent al Regiment d'Hússars d'Aleksandr, fou enviat al front a Finlàndia. Ella i els seus fills romangueren a Rússia. Harriet aconseguí fugir a Berlín, amb la seva família, el 28 de desembre del 1918, fugint de la Revolució Bolxevic. 
Començà els estudis a la Universitat d'Art de Weimar el 1919. Es divorcià el 1922 perquè volia dedicar-se a la seva carrera artística. El 1923 es traslladà a Charlottenburg a un taller a l'àtic d'una gran casa, on es dedicà a l'escultura i començà a participar en múltiples exposicions. 
També fou coneguda per ser dels defensors principals d'Anna Anderson i per donar-li suport en la seva afirmació de ser la Gran Duquessa Anastàsia de Rússia. Es convertí en la seva millor amiga i escrigué un llibre sobre ella: Anastasia, ein Frauenschicksal als Spiegel der Weltkatastrophe, publicat a Alemanya i Suïssa el 1928, tot i que fou serialitzat pel diari Berliner Nachtausgabe el 1927.
La seva última exposició fou el gener de 1933 a la Galeria Neumann-Nierendorf a Berlín. A la primavera del 1933 prengué part amb les seves escultures en una exposició de la Societat de Dones Artistes de Berlín. A causa de qüestions polítiques, volia emigrar d'Alemanya per evitar la persecució del règim nacionalsocialista. Morí sobtadament d'apendicitis l'1 de maig del 1933 al seu taller, clausurat, i les seves obres foren subhastades o regalades als seus amics. 

## Obres literàries
- Anastasia, ein Frauenschicksal als Spiegel der Weltkatastrophe
- Anastasia, the survivor of Ekaterinburg
- Anastasia-Tsarens yngsta dotter